# Naarda
Naarda är ett släkte av fjärilar. Naarda ingår i familjen nattflyn.

## Bildgalleri

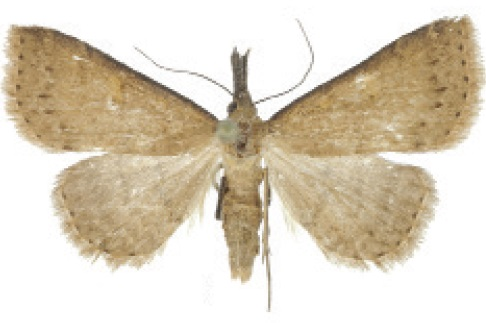
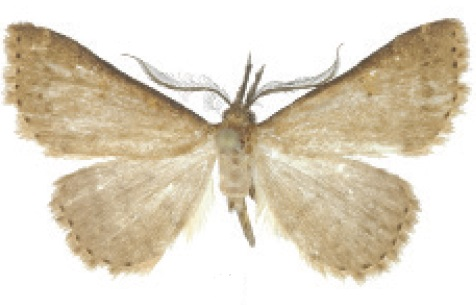
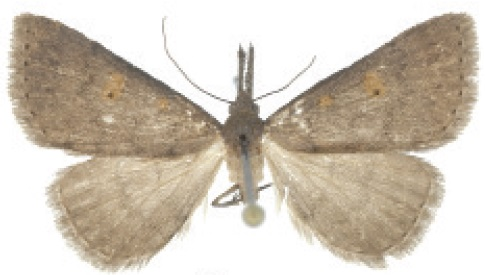
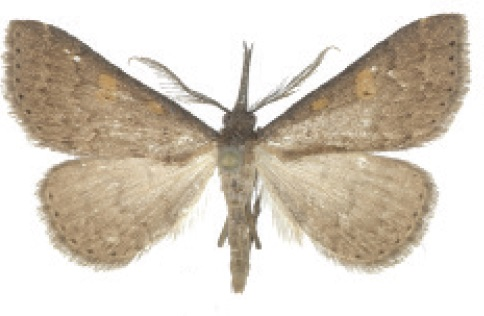

## Dottertaxa tillNaarda, i alfabetisk ordning[1]
- Naarda abnormalis
- Naarda albopunctalis
- Naarda ascensalis
- Naarda atrirena
- Naarda bisignata
- Naarda blepharota
- Naarda calliceros
- Naarda clitodes
- Naarda coelopis
- Naarda flavisignata
- Naarda fuliginaria
- Naarda fuscicosta
- Naarda glauculalis
- Naarda ineffectalis
- Naarda ivelona
- Naarda jucundalis
- Naarda laufellalis
- Naarda leptotypa
- Naarda leucopis
- Naarda molybdota
- Naarda nodariodes
- Naarda notata
- Naarda ochreistigma
- Naarda ochronota
- Naarda plenirena
- Naarda postpallida
- Naarda symethusalis
- Naarda tandoana
- Naarda umbria
- Naarda unipunctata
- Naarda xanthonephra